# يوم الشريط الأبيض

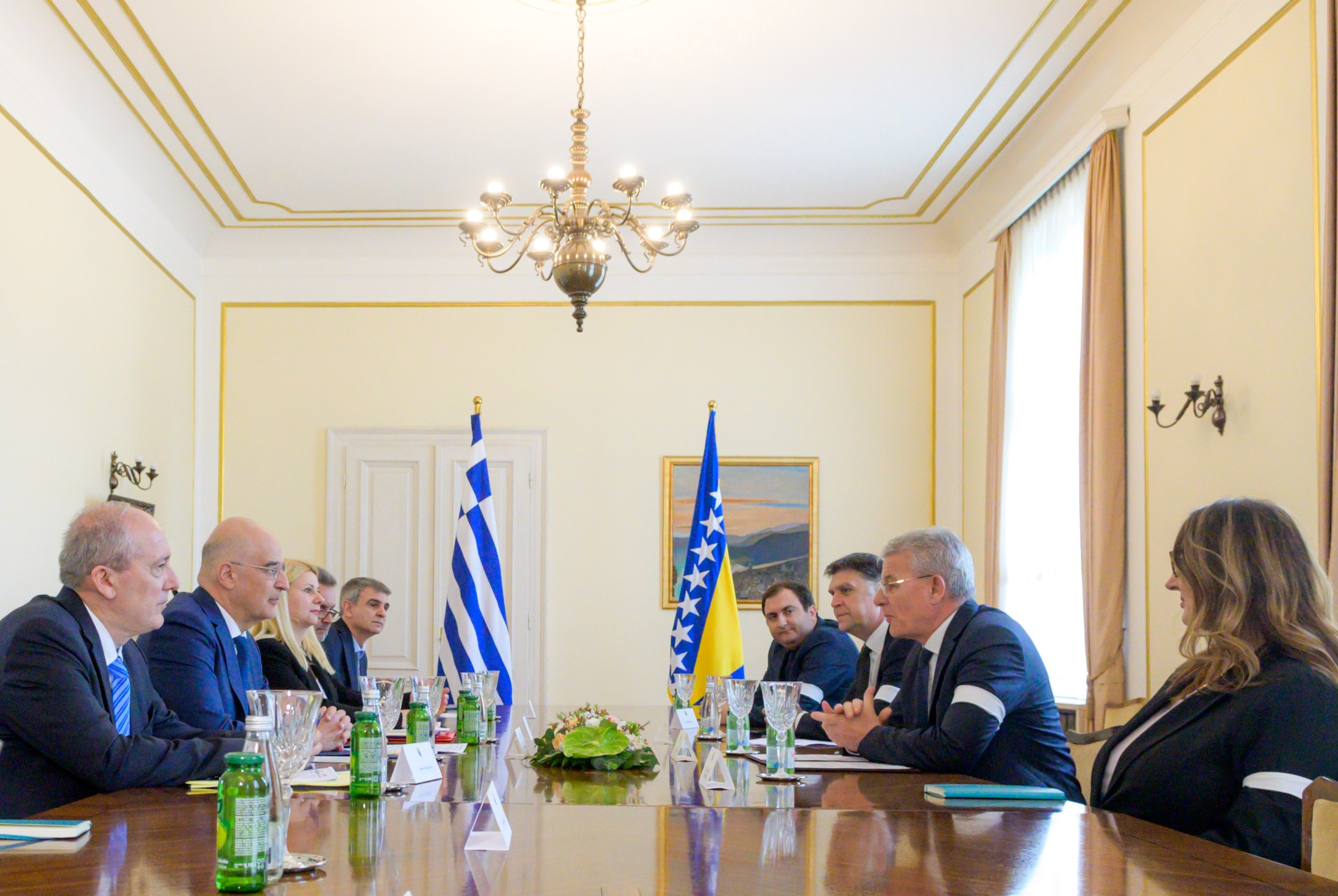
اجتماع وزير الخارجية ن. ديندياس مع رئيس المكتب المشترك للبوسنة والهرسك شفيق ظافروفيتش

يوم الشريط الأبيض هو يوم لإحياء ذكرى الأحداث التي بدأت في 31 مايو 1992 في بلدية برييدور. في ذلك اليوم أصدرت السلطات التي تم تنصيبها قسرا وموظفو إدارة الأزمات التابعون لها أمرا لجميع غير الصرب بعرض الكتان الأبيض على منازلهم بينما كان على غير الصرب ومعظمهم من البوشناق والكروات ارتداء عصابات بيضاء في الأماكن العامة.
كانت الحملة مقدمة للتطهير العرقي للسكان غير الصرب والإبادة الجماعية للبوشناق في منطقة برييدور. خلال ثلاث سنوات ونصف من الحرب في منطقة بريدور قُتل 3176 شخصا. مر عشرات الآلاف من الأشخاص عبر معسكرات الاعتقال مثل أومارسكا وترنوبوليه وكيراتيرم الذين تعرضوا لعمليات إعدام جماعية وجرائم اغتصاب وأنواع مختلفة من التعذيب فضلا عن جرائم ضد الإنسانية. كما قتل 102 طفل دون سن 18 في برييدور. يتم الاحتفال بيوم الشريط الأبيض كل عام في بعض مدن البوسنة والهرسك وكذلك المدن حول العالم.